# Rupi's Dance
Rupi's Dance is een soloalbum van Ian Anderson, de voorman van de Britse progressieve rockband Jethro Tull. Dit album is uitgebracht in 2003 en het bijgaande boekje vermeldt een eigen verhaal van Ian Anderson bij elk nummer, wat het echt tot een persoonlijk album maakt.
Zo gaat bijvoorbeeld A Raft Of Pinguins over het samenwerken met een orkest, en Old Black Cat over de dood van een van zijn huisdieren.
Griminelli's Lament is een nummer geschreven voor een bevriende Italiaanse fluitist Andrea Griminelli, toen hij verlaten werd door een vrouw.
Not Ralitsa Vassileva refereert aan de gelijknamige presentatrice van CNN International.

## Nummers
1. Calliandra Shade (The Cappuccino Song)
2. Rupi's Dance
3. Lost In Crowds
4. A Raft Of Pinguins
5. A Week Of Moments
6. A Hand Of Thumbs
7. Eurology
8. Old Black Cat
9. Photo Shop
10. Pigeon Flying Over Berlin Zoo
11. Griminelli's Lament
12. Not Ralitsa Vassileva
13. Two Short Planks

## Bezetting
- Ian Anderson (zang, dwarsfluit, bansuri, elektrische gitaar, accordeon, percussie, basgitaar, akoestische gitaar, piccolo, Ierse fluit)

Gastmuzikanten:
- James Duncan (drums)
- David Goodier (contrabas)
- Leslie Mandoki (drums, percussie)
- Laszlo Bencker (keyboards, hammondorgel, mellotron, Moog-synthesizer)
- Ossi Schaller (elektrische gitaar, akoestische gitaar)
- George Kopecsni (elektrische gitaar, akoestische gitaar)
- The Sturzc String Quartet
- John O'Hara (accordeon, keyboard)
- Andrew Giddings (keyboards, basgitaar)